# Авдеевский район
Авде́евский райо́н — район Юзовского, затем Сталинского округа и Донецкой области УССР, существовавший с 1923 года по 1930 год и с 1938 года по 1962 года. Районный центр — село, затем посёлок (1926) Авдеевка.

## История

### Первое создание (1923—1930)
Постановлением Президиума ВЦИК УССР № 18 от 3 июля 1923 года в составе Юзовского округа был образован Авдеевский район. Административным центром района стало село Авдеевка, где был создан районный исполнительный комитет. 8 марта (по другим данным 9 марта) 1924 года состоялось заседание Юзовского окружного исполкома, на котором округ, в состав которого входил район, был переименован в Сталинский. В 1926 году центр района село Авдеевка получило статус посёлка.
С началом коллективизации административная политика советского государства к сельским административным единицам претерпела изменения. Началась централизация административной власти. Постановлением ВЦИК УССР № 23 от 2 сентября 1930 года, Авдеевский район подлежал упразднению с 3 сентября 1930 года. Авдеевка переподчинялась напрямую Сталинскому округу.

### Второе создание (1938−1962)
2 июля 1932 года путём слияния 5 упраздняемых округов УССР (Артёмовского, Луганского, Мариупольского, Сталинского и Старобешевского) образована Донецкая область с центром в городе Сталино (Донецк). В конце января 1938 года, согласно официальному обоснованию, в целях улучшения руководства сельским хозяйством, из состава Сталинского района был снова выделен Авдеевский район как отдельная административная единица. Району были возвращены все населённые пункты, которые находились в его составе в 1930 году. Центр нового Авдеевского района немного переместился и был расположен в посёлке железнодорожников — Авдеевка-1, а Авдеевка-2 осталась самостоятельным посёлком со своими населёнными пунктами и хозяйствами, подчиняясь Авдеевскому району. В Авдеевке-1 кроме районного совета существовал и Авдеевский-1 поселковый совет.
3 июня 1938 года из состава старой Донецкой области выделена Ворошиловградская (теперь Луганская область) и Сталинская (теперь Донецкая), в результате чего Авдеевский район стал частью Сталинской области. 9 ноября 1961 года область была переименована в Донецкую.
В январе 1962 года Авдеевский район был ликвидирован, и с тех пор не восстанавливался.
28 ноября 1990 года бывший центр района, посёлок Авдеевка, приобрёл статус города областного подчинения.